# Wiley (Colorado)
Wiley é uma cidade  localizada no estado americano de Colorado, no Condado de Prowers.

## Demografia
Segundo o censo americano de 2000, a sua população era de 483 habitantes.
Em 2006, foi estimada uma população de 470, um decréscimo de 13 (-2.7%).

## Geografia
De acordo com o United States Census Bureau tem uma área de
0,9 km², dos quais 0,9 km² cobertos por terra e 0,0 km² cobertos por água. Wiley localiza-se a aproximadamente 1145 m acima do nível do mar.

## Localidades na vizinhança
O diagrama seguinte representa as localidades num raio de 48 km ao redor de Wiley.